# 萊斯布里奇高架橋
萊斯布里奇高架橋（英語：Lethbridge Viaduct；通稱為High Level Bridge），是一條位於加拿大艾伯塔省萊斯布里奇的鐵路高架橋，造價為$1,334,525加元。

## 歷史
這鐵巨大的鋼鐵栈桥由加拿大太平洋鐵路設計，用來橫跨奥尔德曼河，由助理首麻工程師約翰·愛德華·施维策（John Edward Schwitzer）監督建造過程，橋樑的鋼材由位於安大略省的加拿大橋樑公司（Canadian Bridge Company）生產。這橋是當時加拿大最大的鐵路建築物，及世界上最大的同類型建築物。
橋樑在1907年夏天開始興建。場地清理、平整和建設橋墩後，便在1908年放置預製的鋼材結構。最後一根梁在1909年6月放置，鉚接則於1909年8月完工。為了把鋼材運輸到工地，整項工程共用了645輛火車車廂，另40輛車廂來運送建築設備。